# ヤルカンド川

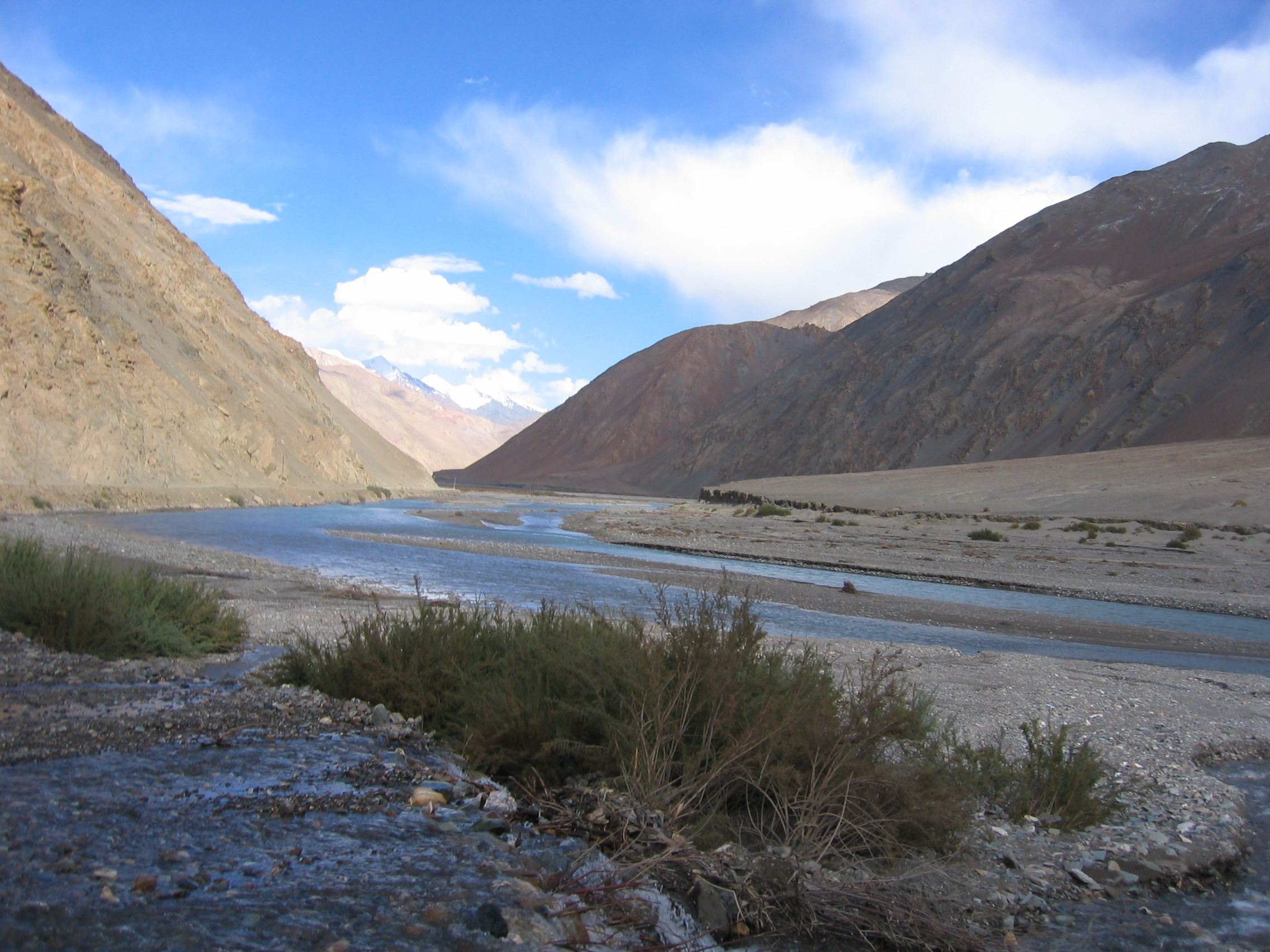
ヤルカンド川上流の風景（新蔵公路に沿って）

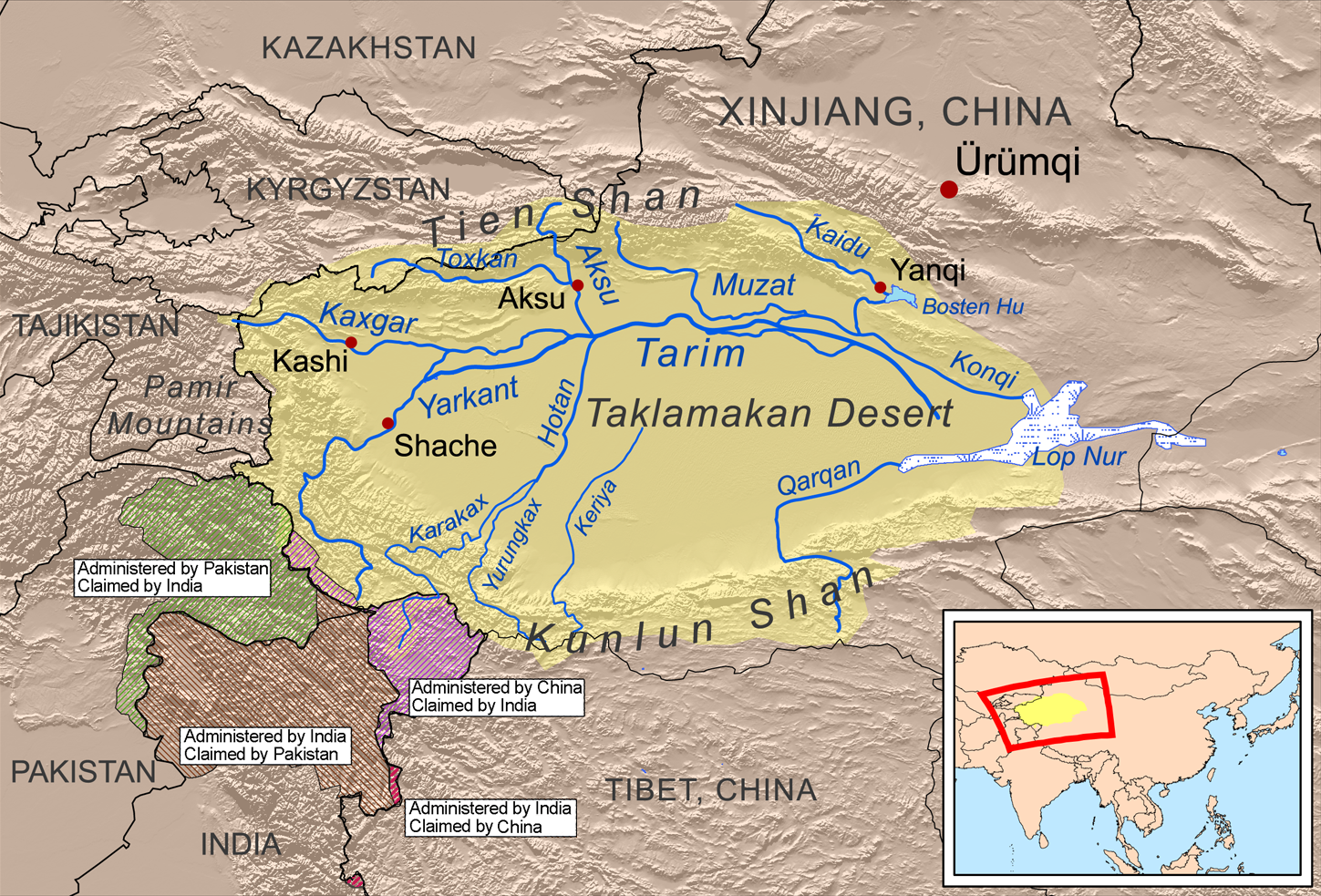
タリム川水系（ヤルカンド川はYarkantと書いてある）

ヤルカンド川（ヤルカンドがわ、ウイグル語: يەكەن دەرياسى：ラテン文字：Yeken deryasi、中国語: 叶尔羌河、英語: Yarkand River）は、中国新疆ウイグル自治区西部のカシュガル地区ヤルカンド県（莎車県）を流れる川である。この川は、カラコルム山脈のリモ氷河を水源とし、始めは西へ、その後北へ流れて、タクラマカン砂漠のタリム川に注ぐ。しかし、近年タリム川に「上流貯水池」（中国語: 上游水库）が完成し、以来そこに流入するようになっている。
ヤルカンド川は全長1,332.25キロメートルで、水量の平均はおおよそ毎秒210立方メートルである。上流ではキルギス人が居住するラスカム地域（Raskam）を通るので、ラスカム川とも呼ばれる。

## 参照項目
- ホータン川
- カシュガル川